# A-Junioren-Bundesliga 2023/24
Die Saison 2023/24 war die 21. und letzte Spielzeit der A-Junioren-Bundesliga. Sie wurde am 12. August 2023 eröffnet und endete mit dem Meisterschaftsendspiel am 30. Mai 2024.

## Modus
Alle Staffeln absolvierten anders als in der Vorsaison wieder eine Hin- und Rückrunde. Im Anschluss nahmen die Meister aller drei Staffeln sowie der Vizemeister der Staffel West an der Finalrunde teil, die mit dem Endspiel um die Meisterschaft endete.
Die Spielzeit 2023/24 war die letzte nach diesem Spielmodus ausgetragene, bevor sie durch die U19-DFB-Nachwuchsliga ersetzt wurde. In dieser gibt es keine Staffeln mehr, ein verändertes Teilnehmerfeld sowie eine regionale Vor- und eine anschließende überregionale Hauptrunde.
Für die Spielzeit 2024/25 der U19-DFB-Nachwuchsliga sind alle Vereine mit einem Nachwuchsleistungszentrum (NLZ, siehe Liste der Nachwuchsleistungszentren), alle Vereine ohne Nachwuchsleistungszentrum, die nicht aus der A-Junioren-Bundesliga 2023/24 abstiegen sowie alle Vereine ohne Nachwuchsleistungszentrum, die gemäß der DFB-Jugendordnung aus den zweithöchsten Spielklassen aufgestiegen sind, qualifiziert. Die Qualifikation der elf Amateurvereine für die Spielzeit 2024/25 erfolgte nach dem bereits erläuterten System. Belegte ein Verein mit Nachwuchsleistungszentrum in der Folge einen Platz in der zweithöchsten Spielklasse, der zur Teilnahme an der U19-DFB-Nachwuchsliga berechtigte oder verzichtete ein Amateurverein auf den ersten drei Plätzen auf seine Teilnahme, ging das Teilnahmerecht automatisch auf den nächstplatzierten Amateurverein über, maximal jedoch auf den Fünftplatzierten.

## Staffel Nord/Nordost
Als Meister der A-Junioren-Regionalliga Nord und Nordost nahmen der VfL Osnabrück sowie der FC Carl Zeiss Jena teil. Die beiden Vizemeister der Regionalligen, Eintracht Braunschweig und der Hallesche FC, spielten in zwei Relegationspartien um den dritten Aufstiegsplatz, den sich Braunschweig sicherte.
Da alle teilnehmenden Vereine ein Nachwuchsleistungszentrum unterhielten, konnte keiner von ihnen absteigen.

### Tabelle
| Pl.             | Verein                     | Sp. | S  | U | N  | Tore    | Diff. | Punkte |
| --------------- | -------------------------- | --- | -- | - | -- | ------- | ----- | ------ |
| 1.              | Hertha BSC (S)             | 26  | 18 | 5 | 3  | 062:290 | +33   | 59     |
| 2.              | VfL Wolfsburg              | 26  | 17 | 5 | 4  | 080:200 | +60   | 56     |
| 3.              | 1. FC Union Berlin         | 26  | 15 | 4 | 7  | 046:340 | +12   | 49     |
| 4.              | Hannover 96                | 26  | 13 | 7 | 6  | 046:360 | +10   | 46     |
| 5.              | RB Leipzig                 | 26  | 13 | 6 | 7  | 053:430 | +10   | 45     |
| 6.              | Hamburger SV               | 26  | 12 | 6 | 8  | 039:450 | −6    | 42     |
| 7.              | Dynamo Dresden             | 26  | 9  | 9 | 8  | 043:450 | −2    | 36     |
| 8.              | FC St. Pauli               | 26  | 10 | 4 | 12 | 039:480 | −9    | 34     |
| 9.              | Werder Bremen              | 26  | 9  | 4 | 13 | 040:500 | −10   | 31     |
| 10.             | Hansa Rostock              | 26  | 8  | 3 | 15 | 043:680 | −25   | 27     |
| 11.             | Eintracht Braunschweig (N) | 26  | 7  | 3 | 16 | 047:560 | −9    | 24     |
| 12.             | FC Carl Zeiss Jena (N)     | 26  | 5  | 5 | 16 | 042:560 | −14   | 20     |
| 13.             | VfL Osnabrück (N)          | 26  | 5  | 5 | 16 | 037:570 | −20   | 20     |
| 14.             | SV Meppen                  | 26  | 4  | 8 | 14 | 038:580 | −20   | 20     |
| Stand: Endstand |                            |     |    |   |    |         |       |        |

| (S) | Staffelsieger der Vorsaison      |
| (N) | Aufsteiger aus den Regionalligen |

### Kreuztabelle
| Stand: Endstand        | Hertha BSC | Dynamo Dresden | Hamburger SV | 1. FC Union Berlin | Hannover 96 | Werder Bremen | RB Leipzig | FC St. Pauli | SV Meppen | VfL Wolfsburg | Hansa Rostock | VfL Osnabrück | Eintracht Braunschweig | FC Carl Zeiss Jena |
| ---------------------- | ---------- | -------------- | ------------ | ------------------ | ----------- | ------------- | ---------- | ------------ | --------- | ------------- | ------------- | ------------- | ---------------------- | ------------------ |
| Hertha BSC             | •          | 1:1            | 2:0          | 3:0                | 3:1         | 4:3           | 2:1        | 8:1          | 2:2       | 2:0           | 7:0           | 2:1           | 1:2                    | 2:1                |
| Dynamo Dresden         | 2:2        | •              | 4:1          | 0:4                | 2:1         | 2:3           | 2:2        | 1:0          | 3:0       | 0:4           | 2:1           | 3:1           | 1:1                    | 2:1                |
| Hamburger SV           | 3:2        | 3:3            | •            | 1:1                | 2:2         | 5:1           | 1:2        | 3:2          | 2:1       | 0:7           | 3:1           | 0:0           | 3:1                    | 2:1                |
| 1. FC Union Berlin     | 1:2        | 5:1            | 3:0          | •                  | 1:2         | 2:0           | 5:1        | 3:1          | 4:2       | 1:0           | 2:1           | 1:2           | 3:0                    | 4:2                |
| Hannover 96            | 1:2        | 2:2            | 0:0          | 5:1                | •           | 2:1           | 2:1        | 2:1          | 1:1       | 2:0           | 5:1           | 3:1           | 1:0                    | 3:0                |
| Werder Bremen          | 2:2        | 0:1            | 0:1          | 0:4                | 0:1         | •             | 0:1        | 2:1          | 4:2       | 0:1           | 1:0           | 4:2           | 3:1                    | 4:0                |
| RB Leipzig             | 1:3        | 3:2            | 3:1          | 1:1                | 2:2         | 2:2           | •          | 3:1          | 2:2       | 1:2           | 4:0           | 2:1           | 3:1                    | 2:3                |
| FC St. Pauli           | 0:1        | 1:2            | 2:0          | 0:1                | 2:1         | 2:3           | 1:0        | •            | 1:0       | 0:5           | 2:1           | 4:1           | 2:2                    | 2:0                |
| SV Meppen              | 2:3        | 1:1            | 3:4          | 1:1                | 1:2         | 1:1           | 1:3        | 1:3          | •         | 1:1           | 2:4           | 1:0           | 4:1                    | 5:1                |
| VfL Wolfsburg          | 2:1        | 1:1            | 6:1          | 6:0                | 6:0         | 9:1           | 2:4        | 2:2          | 5:0       | •             | 9:0           | 4:0           | 7:1                    | 1:1                |
| Hansa Rostock          | 1:4        | 4:1            | 0:3          | 2:1                | 3:2         | 3:3           | 1:2        | 2:3          | 7:1       | 2:2           | •             | 3:1           | 1:4                    | 0:3                |
| VfL Osnabrück          | 1:3        | 1:1            | 0:0          | 0:0                | 0:3         | 2:3           | 3:4        | 2:2          | 3:1       | 1:4           | 1:2           | •             | 4:0                    | 6:4                |
| Eintracht Braunschweig | 0:1        | 3:2            | 1:2          | 2:3                | 2:1         | 5:0           | 0:2        | 1:2          | 1:3       | 0:2           | 0:0           | 1:2           | •                      | 3:1                |
| FC Carl Zeiss Jena     | 1:1        | 3:1            | 0:1          | 1:2                | 2:2         | 5:0           | 2:2        | 3:6          | 1:1       | 0:2           | 2:3           | 4:3           | 2:3                    | •                  |

### Torschützenliste
| Pl.             | Spieler            | Mannschaft         | Tore |
| --------------- | ------------------ | ------------------ | ---- |
| 1.              | Dženan Pejčinović  | VfL Wolfsburg      | 280  |
| 2.              | Yannick Eduardo    | RB Leipzig         | 180  |
| 3.              | Julius Gottschalk  | Hertha BSC         | 140  |
| 4.              | Oliver Rölke       | Hertha BSC         | 130  |
| 5.              | Jonathan Akaegbobi | VfL Wolfsburg      | 120  |
| 5.              | Noah Engelbreth    | 1. FC Union Berlin | 120  |
| 5.              | Luca Krause        | Dynamo Dresden     | 120  |
| 5.              | Montell Ndikom     | Hannover 96        | 120  |
| Stand: Endstand |                    |                    |      |

## Staffel West
Aus den untergeordneten Ligen stiegen Arminia Bielefeld als Meister der A-Jugend-Verbandsliga Westfalen, Alemannia Aachen als Meister der A-Jugend-Verbandsliga Mittelrhein und der Wuppertaler SV als Meister der A-Junioren-Verbandsliga Niederrhein in die A-Junioren-Bundesliga auf.
Da sie keine Nachwuchsleistungszentren unterhielten, hätte neben dem SC Verl und dem Wuppertaler SV nur Alemannia Aachen absteigen können, hätte der Verein einen Abstiegsrang (12–14) belegt.

### Tabelle
| Pl.             | Verein                   | Sp. | S  | U | N  | Tore    | Diff. | Punkte |
| --------------- | ------------------------ | --- | -- | - | -- | ------- | ----- | ------ |
| 1.              | Borussia Dortmund (S)    | 26  | 23 | 1 | 2  | 077:190 | +58   | 70     |
| 2.              | Borussia Mönchengladbach | 26  | 17 | 2 | 7  | 071:290 | +42   | 53     |
| 3.              | Bayer 04 Leverkusen      | 26  | 15 | 3 | 8  | 055:290 | +26   | 48     |
| 4.              | FC Schalke 04            | 26  | 14 | 5 | 7  | 045:300 | +15   | 47     |
| 5.              | SC Paderborn 07          | 26  | 13 | 5 | 8  | 054:390 | +15   | 44     |
| 6.              | FC Viktoria Köln         | 26  | 11 | 5 | 10 | 046:420 | +4    | 38     |
| 7.              | Alemannia Aachen (N)     | 26  | 12 | 1 | 13 | 037:590 | −22   | 37     |
| 8.              | 1. FC Köln               | 26  | 10 | 4 | 12 | 039:400 | −1    | 34     |
| 9.              | MSV Duisburg             | 26  | 9  | 6 | 11 | 045:430 | +2    | 33     |
| 10.             | Fortuna Düsseldorf       | 26  | 8  | 6 | 12 | 046:480 | −2    | 30     |
| 11.             | VfL Bochum               | 26  | 9  | 2 | 15 | 045:560 | −11   | 29     |
| 12.             | Arminia Bielefeld (N)    | 26  | 8  | 4 | 14 | 027:490 | −22   | 28     |
| 13.             | Wuppertaler SV (N)       | 26  | 5  | 4 | 17 | 025:760 | −51   | 19     |
| 14.             | SC Verl                  | 26  | 2  | 4 | 20 | 023:770 | −54   | 10     |
| Stand: Endstand |                          |     |    |   |    |         |       |        |

| (S) | Staffelsieger der Vorsaison      |
| (N) | Aufsteiger aus den Verbandsligen |

### Kreuztabelle
| Stand: Endstand          | Borussia Dortmund | 1. FC Köln | FC Schalke 04 | Fortuna Düsseldorf | MSV duisburg | Borussia Mönchengladbach | SC Paderborn 07 | VfL Bochum | FC Viktoria Köln | Bayer 04 Leverkusen | SC Verl | Arminia Bielefeld | Alemannia Aachen | Wuppertaler SV |
| ------------------------ | ----------------- | ---------- | ------------- | ------------------ | ------------ | ------------------------ | --------------- | ---------- | ---------------- | ------------------- | ------- | ----------------- | ---------------- | -------------- |
| Borussia Dortmund        | •                 | 2:0        | 3:0           | 4:0                | 4:0          | 3:0                      | 3:1             | 4:2        | 3:0              | 2:1                 | 3:0     | 3:1               | 6:0              | 7:1            |
| 1. FC Köln               | 1:1               | •          | 1:1           | 1:0                | 2:4          | 2:1                      | 1:4             | 3:1        | 2:2              | 0:2                 | 1:0     | 1:2               | 1:2              | 0:0            |
| FC Schalke 04            | 1:2               | 2:1        | •             | 3:2                | 1:1          | 2:3                      | 2:0             | 1:2        | 1:1              | 2:0                 | 3:0     | 3:1               | 5:0              | 1:0            |
| Fortuna Düsseldorf       | 1:2               | 0:2        | 0:3           | •                  | 2:2          | 1:1                      | 2:2             | 4:2        | 1:2              | 1:1                 | 2:1     | 0:3               | 4:1              | 6:0            |
| MSV Duisburg             | 3:1               | 4:1        | 0:1           | 4:3                | •            | 1:4                      | 1:1             | 1:1        | 1:2              | 1:3                 | 4:0     | 2:2               | 0:2              | 1:2            |
| Borussia Mönchengladbach | 0:1               | 2:0        | 1:1           | 1:2                | 3:0          | •                        | 0:2             | 4:2        | 2:0              | 2:1                 | 5:1     | 2:0               | 6:0              | 6:0            |
| SC Paderborn 07          | 2:1               | 2:1        | 1:1           | 3:3                | 1:0          | 3:1                      | •               | 3:0        | 2:0              | 1:2                 | 5:0     | 0:2               | 2:4              | 2:2            |
| VfL Bochum               | 1:3               | 3:1        | 1:2           | 1:0                | 0:4          | 2:3                      | 1:3             | •          | 0:3              | 1:2                 | 3:0     | 2:0               | 1:5              | 4:1            |
| FC Viktoria Köln         | 1:4               | 1:2        | 3:0           | 2:3                | 1:2          | 3:2                      | 3:1             | 2:3        | •                | 2:3                 | 0:0     | 1:1               | 3:1              | 4:3            |
| Bayer 04 Leverkusen      | 1:3               | 2:1        | 3:2           | 3:0                | 0:0          | 1:2                      | 4:1             | 2:2        | 1:2              | •                   | 6:1     | 5:0               | 3:0              | 1:0            |
| SC Verl                  | 2:5               | 1:6        | 0:1           | 0:3                | 1:3          | 0:6                      | 0:1             | 1:3        | 1:5              | 2:1                 | •       | 1:2               | 3:4              | 1:1            |
| Arminia Bielefeld        | 0:2               | 1:3        | 1:0           | 1:1                | 1:5          | 0:4                      | 1:3             | 1:0        | 1:2              | 0:4                 | 1:1     | •                 | 0:1              | 2:1            |
| Alemannia Aachen         | 0:1               | 0:2        | 1:3           | 3:2                | 2:1          | 1:4                      | 1:0             | 3:2        | 1:0              | 0:3                 | 2:2     | 0:2               | •                | 3:1            |
| Wuppertaler SV           | 0:4               | 0:3        | 2:3           | 0:3                | 2:0          | 0:6                      | 3:8             | 0:5        | 1:1              | 1:0                 | 1:4     | 2:1               | 2:0              | •              |

### Torschützenliste
| Pl.             | Spieler          | Mannschaft               | Tore |
| --------------- | ---------------- | ------------------------ | ---- |
| 1.              | Winsley Boteli   | Borussia Mönchengladbach | 21   |
| 2.              | Paris Brunner    | Borussia Dortmund        | 20   |
| 3.              | Travis de Jong   | SC Paderborn 07          | 17   |
| 4.              | Mohammad Mahmoud | VfL Bochum               | 16   |
| 5.              | Kaan İnanoğlu    | MSV Duisburg             | 13   |
| Stand: Endstand |                  |                          |      |

## Staffel Süd/Südwest
Als Meister der A-Junioren-Oberliga Baden-Württemberg und der A-Junioren-Bayernliga stiegen der SV Sandhausen und die SpVgg Greuther Fürth direkt in die A-Junioren-Bundesliga auf.
Der 1. FC Kaiserslautern setzte sich in Hin- und Rückspiel als Meister der A-Junioren-Regionalliga Südwest gegenüber dem Meister der A-Junioren-Hessenliga, dem SV Wehen Wiesbaden, durch und erhielt den dritten Aufstiegsplatz.
Da alle teilnehmenden Vereine ein Nachwuchsleistungszentrum unterhielten, konnte keiner von ihnen absteigen.

### Tabelle
| Pl.             | Verein                   | Sp. | S  | U | N  | Tore    | Diff. | Punkte |
| --------------- | ------------------------ | --- | -- | - | -- | ------- | ----- | ------ |
| 1.              | TSG 1899 Hoffenheim      | 26  | 22 | 1 | 3  | 086:270 | +59   | 67     |
| 2.              | FC Ingolstadt 04         | 26  | 18 | 4 | 4  | 052:270 | +25   | 58     |
| 3.              | VfB Stuttgart            | 26  | 15 | 3 | 8  | 064:340 | +30   | 48     |
| 4.              | Karlsruher SC            | 26  | 16 | 0 | 10 | 054:380 | +16   | 48     |
| 5.              | 1. FSV Mainz 05 (M, S)   | 26  | 13 | 7 | 6  | 049:420 | +7    | 46     |
| 6.              | Eintracht Frankfurt      | 26  | 13 | 6 | 7  | 056:460 | +10   | 45     |
| 7.              | FC Bayern München        | 26  | 11 | 4 | 11 | 058:550 | +3    | 37     |
| 8.              | TSV 1860 München         | 26  | 9  | 8 | 9  | 038:400 | −2    | 35     |
| 9.              | 1. FC Nürnberg           | 26  | 8  | 6 | 12 | 050:590 | −9    | 30     |
| 10.             | SpVgg Greuther Fürth (N) | 26  | 7  | 5 | 14 | 033:550 | −22   | 26     |
| 11.             | 1. FC Heidenheim         | 26  | 7  | 4 | 15 | 042:520 | −10   | 25     |
| 12.             | 1. FC Kaiserslautern (N) | 26  | 5  | 5 | 16 | 026:630 | −37   | 20     |
| 13.             | SV Sandhausen (N)        | 26  | 5  | 3 | 18 | 036:640 | −28   | 18     |
| 14.             | FC Augsburg              | 26  | 4  | 2 | 20 | 030:720 | −42   | 14     |
| Stand: Endstand |                          |     |    |   |    |         |       |        |

| (M) | Meister der Vorsaison                      |
| (S) | Staffelsieger der Vorsaison                |
| (N) | Aufsteiger aus den Regional- und Oberligen |

### Kreuztabelle
| Stand: Endstand      | 1. FSV Mainz 05 | Karlsruher SC | 1. FC Nürnberg | TSG 1899 Hoffenheim | FC Bayern München | 1. FC Heidenheim | TSV 1860 München | VfB Stuttgart | FC Augsburg |     | FC Ingolstadt 04 | SpVgg Greuther Fürth | 1. FC Kaiserslautern | SV Sandhausen |
| -------------------- | --------------- | ------------- | -------------- | ------------------- | ----------------- | ---------------- | ---------------- | ------------- | ----------- | --- | ---------------- | -------------------- | -------------------- | ------------- |
| 1. FSV Mainz 05      | •               | 2:1           | 2:2            | 2:3                 | 1:2               | 2:0              | 2:2              | 3:2           | 2:0         | 2:5 | 2:2              | 3:1                  | 3:2                  | 4:2           |
| Karlsruher SC        | 5:3             | •             | 3:1            | 1:6                 | 1:0               | 3:0              | 2:0              | 0:1           | 4:3         | 3:2 | 1:3              | 0:1                  | 4:0                  | 1:0           |
| 1. FC Nürnberg       | 2:2             | 0:1           | •              | 2:3                 | 2:2               | 1:5              | 0:2              | 0:3           | 1:0         | 4:5 | 3:5              | 6:1                  | 2:0                  | 4:1           |
| TSG 1899 Hoffenheim  | 1:1             | 4:2           | 4:0            | •                   | 5:2               | 1:0              | 1:2              | 3:2           | 3:1         | 2:0 | 1:2              | 1:0                  | 9:0                  | 4:0           |
| FC Bayern München    | 2:3             | 4:3           | 4:1            | 2:4                 | •                 | 3:1              | 0:0              | 0:3           | 4:1         | 2:2 | 0:1              | 3:0                  | 2:2                  | 5:2           |
| 1. FC Heidenheim     | 4:0             | 0:3           | 2:2            | 2:5                 | 0:4               | •                | 0:2              | 2:0           | 5:1         | 5:2 | 3:4              | 0:1                  | 1:1                  | 2:2           |
| TSV 1860 München     | 1:2             | 1:3           | 1:1            | 1:2                 | 3:2               | 2:0              | •                | 0:0           | 4:1         | 2:4 | 1:1              | 1:1                  | 3:4                  | 2:4           |
| VfB Stuttgart        | 1:2             | 2:1           | 5:2            | 1:5                 | 7:2               | 3:2              | 4:0              | •             | 6:1         | 0:1 | 1:2              | 1:4                  | 4:0                  | 2:0           |
| FC Augsburg          | 1:2             | 0:3           | 1:2            | 1:6                 | 4:1               | 0:1              | 2:1              | 0:5           | •           | 1:3 | 1:2              | 2:2                  | 1:0                  | 1:3           |
| Eintracht Frankfurt  | 0:0             | 1:2           | 0:2            | 2:1                 | 4:2               | 2:1              | 1:1              | 2:2           | 3:0         | •   | 3:3              | 4:2                  | 5:3                  | 0:2           |
| FC Ingolstadt 04     | 0:0             | 1:0           | 2:1            | 0:2                 | 3:1               | 2:0              | 1:2              | 1:2           | 2:1         | 0:1 | •                | 4:0                  | 3:0                  | 3:0           |
| SpVgg Greuther Fürth | 0:1             | 0:2           | 1:2            | 0:6                 | 0:3               | 2:4              | 0:1              | 0:0           | 6:4         | 2:2 | 0:2              | •                    | 1:0                  | 3:1           |
| 1. FC Kaiserslautern | 1:0             | 0:4           | 1:1            | 0:2                 | 1:3               | 2:2              | 0:0              | 1:4           | 0:1         | 2:1 | 0:1              | 0:3                  | •                    | 2:1           |
| SV Sandhausen        | 0:3             | 3:1           | 3:6            | 1:2                 | 1:3               | 2:0              | 2:3              | 0:3           | 1:1         | 0:1 | 1:2              | 2:2                  | 2:4                  | •             |

### Torschützenliste
| Pl.                  | Spieler           | Mannschaft           | Tore |
| -------------------- | ----------------- | -------------------- | ---- |
| 1.                   | Marko Mladenović  | Eintracht Frankfurt  | 17   |
| 1.                   | Max Moerstedt     | TSG 1899 Hoffenheim  | 17   |
| 3.                   | Eliot Bujupi      | VfB Stuttgart        | 14   |
| 4.                   | Ali Eren Ersungur | Karlsruher SC        | 13   |
| 5.                   | Tim Baierlein     | SpVgg Greuther Fürth | 12   |
| 5.                   | Paul Wünsch       | Eintracht Frankfurt  | 12   |
| Stand: Endstand 2024 |                   |                      |      |

## Endrunde um die deutsche A-Junioren-Meisterschaft 2024
Die Meister aller Staffeln sowie die zweitplatzierte Mannschaft der Staffel West qualifizierten sich für die Endrunde um die deutsche Meisterschaft.
| - Meister der Staffel Nord/Nordost: Hertha BSC - Meister der Staffel Süd/Südwest: TSG 1899 Hoffenheim | - Meister der Staffel West: Borussia Dortmund - Vizemeister der Staffel West: Borussia Mönchengladbach |

### Halbfinale
| Datum            |                          | Gesamt |                     | Hinspiel  | Rückspiel           |
| ---------------- | ------------------------ | ------ | ------------------- | --------- | ------------------- |
| 16./20. Mai 2024 | Borussia Dortmund        | 5:5    | Hertha BSC          | 2:2 (1:0) | 3:3 (1:1) 5:4 i. E. |
| 15./19. Mai 2024 | Borussia Mönchengladbach | 2:10   | TSG 1899 Hoffenheim | 2:6 (1:2) | 0:4 (0:1)           |

### Finale
Keine U19-Mannschaft schaffte es vor den Hoffenheimern, das „Double“ aus Meisterschaft und DFB-Pokal der Junioren zu gewinnen.
| Borussia Dortmund                                             | Borussia Dortmund | TSG 1899 Hoffenheim | TSG 1899 Hoffenheim |
| ------------------------------------------------------------- | --- | --- | ------------------- |
| Borussia Dortmund                                             | \| 30. Mai 2024 um 15:30 Uhr in Oberhausen (Stadion Niederrhein) \| \| Ergebnis: 1:3 (1:1) \| \| Zuschauer: 5.329 \| \| Schiedsrichter: Felix Mutz \| \| Spielbericht \| | \| 30. Mai 2024 um 15:30 Uhr in Oberhausen (Stadion Niederrhein) \| \| Ergebnis: 1:3 (1:1) \| \| Zuschauer: 5.329 \| \| Schiedsrichter: Felix Mutz \| \| Spielbericht \|                                                            | TSG 1899 Hoffenheim |
| Borussia Dortmund                                             | Robin Lisewski – Leonardo García Posadas ( 68. William Rashidi; 84. Elias Benkara), Filippo Mané , Tyler Meiser, Almugera Kabar – Vincenzo Onofrietti, Kjell Wätjen, Danylo Krewsun – Charles Herrmann ( 68. Ousmane Diallo), Paris Brunner, Cole Campbell Cheftrainer: Mike Tullberg | Benjamin Lade – Hennes Behrens, Luca Erlein, Kelven Frees , Lars Strobl – Diren Dağdeviren, Florian Micheler – Paul Hennrich, Blessing Makanda – Max Moerstedt, Tiago Poller ( 84. Leonard Krasniqi) Cheftrainer: Tobias Nubbemeyer | TSG 1899 Hoffenheim |
| Borussia Dortmund                                             | 1:1 Brunner (45.+2') | 0:1 Moerstedt (20.) 1:2 Hennrich (67.) 1:3 Makanda (86.) | TSG 1899 Hoffenheim |
| Borussia Dortmund                                             | Brunner (73.) | Poller (48.), García Posadas (65.), Erlein (75.) | TSG 1899 Hoffenheim |
| 30. Mai 2024 um 15:30 Uhr in Oberhausen (Stadion Niederrhein) | | |                     |
| Ergebnis: 1:3 (1:1)                                           | | |                     |
| Zuschauer: 5.329                                              | | |                     |
| Schiedsrichter: Felix Mutz                                    | | |                     |
| Spielbericht                                                  | | |                     |